# 하워드 스미스

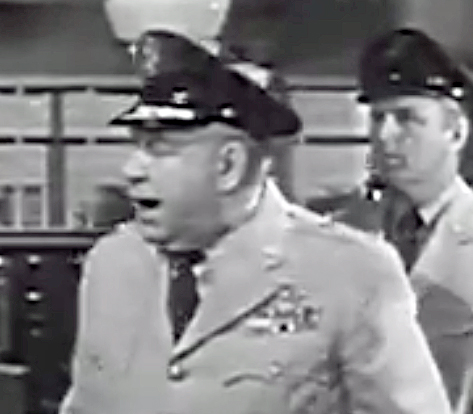

하워드 스미스(Howard Smith, 1893년 8월 12일 ~ 1968년 1월 10일)는 미국의 연극 배우, 영화배우, 텔레비전 배우이다.
할리우드에서 사망하였다.

## 영화
- 시체들의 새벽 (1978년)
- 마르조 (1972년)
- 본 보이즈! (1962년)
- 에버글레이즈에 부는 바람 (1958년)
- 물 가까이 가지 마라 (1957년)
- 군중 속의 얼굴 (1957년)
- 캐디 (1953년)
- 세일즈맨의 죽음 (1951년)
- 스테이트 오브 더 유니온 (1948년)
- 콜 노스사이드 777 (1948년)
- 이중 노출 (1947년)
- 투 머치 존슨 (1938년)